# ソニック・ファイアストーム
『ソニック・ファイアストーム』（Sonic Firestorm）は、2004年3月に発売されたドラゴンフォースのアルバムである。2010年1月20日、ライブ映像などを収録したDVDが付属したデラックスエディション（リマスター）が発売された。

## 収録曲
CD
1. My Spirit Will Go On       - 7:54
2. Fury of the Storm（英語版）         - 6:46
3. Fields Of Despair          - 5:25
4. Dawn Over A New World      - 5:12
5. Above The Winter Moonlight - 7:30
6. Soldiers Of The Wasteland  - 9:47
7. Prepare For War            - 6:15
8. Once In A Lifetime         - 7:45
9. Cry Of The Brave           - 5:45 ※日本語盤のみのボーナストラック

DVD（デラックス・エディションのみ付属）
- Fury of the Storm - ライブ（2005年東京）

メンバーによるコメンタリー付別ヴァージョン収録
- インタビュー
- ハーマン・リとサム・トットマン
- デイヴ・マッキントッシュ
- フィールズ・オブ・デスペア - ライヴ（2005年東京）※日本盤のみのボーナス映像